# روري ماكفرلين
روري ماكفرلين (بالإنجليزية: Rory McFarlane)‏ هو ملحن بريطاني، ولد في القرن العشرين.

## وصلات خارجية
- روري ماكفرلين على موقع ميوزك برينز (الإنجليزية)
- روري ماكفرلين على موقع أول ميوزيك (الإنجليزية)
- روري ماكفرلين على موقع ديسكوغز (الإنجليزية)
- روري ماكفرلين على موقع ANN person (الإنجليزية)